# Sacro Cuore di Gesù

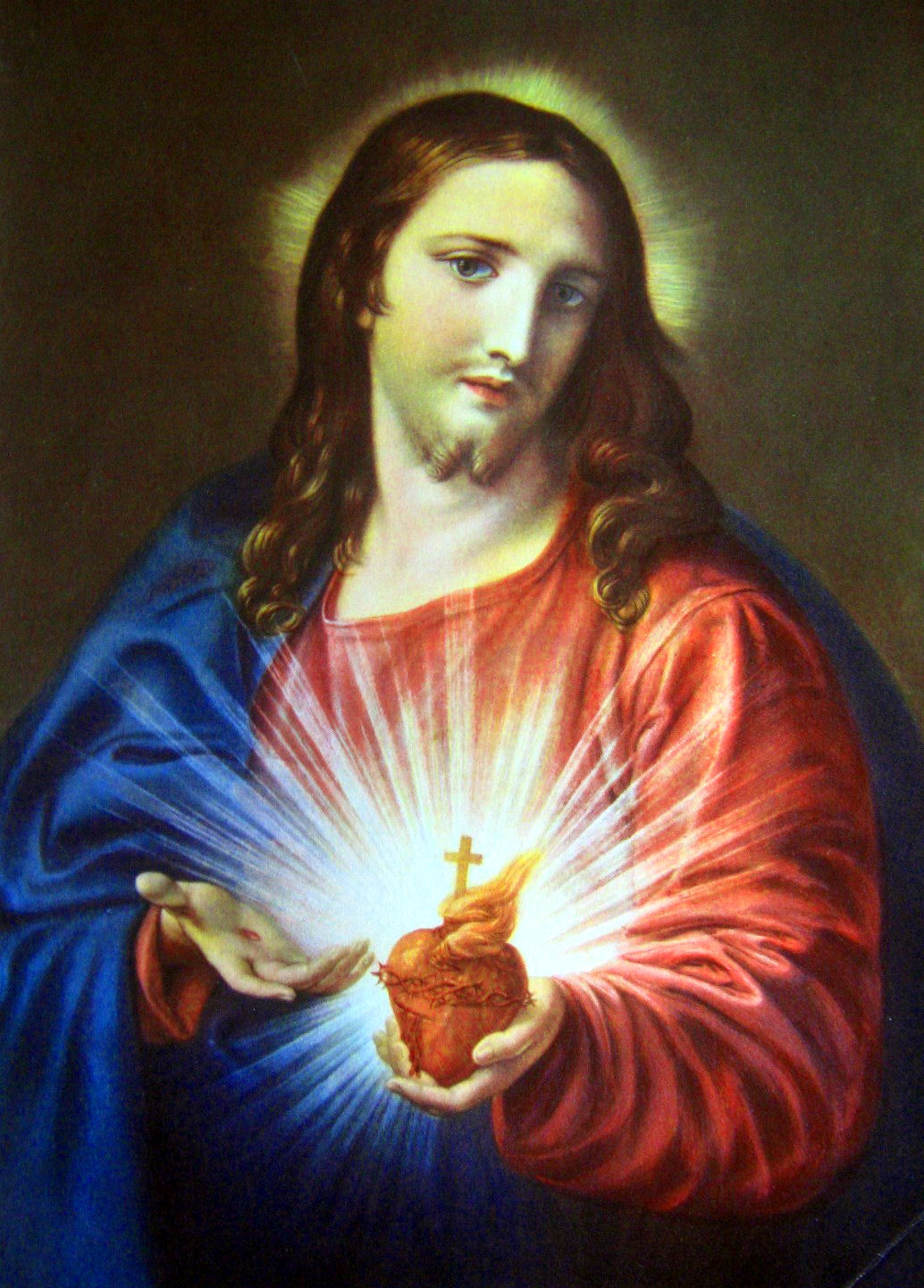
Sacro Cuore di Gesù, di Pompeo Batoni (1767)

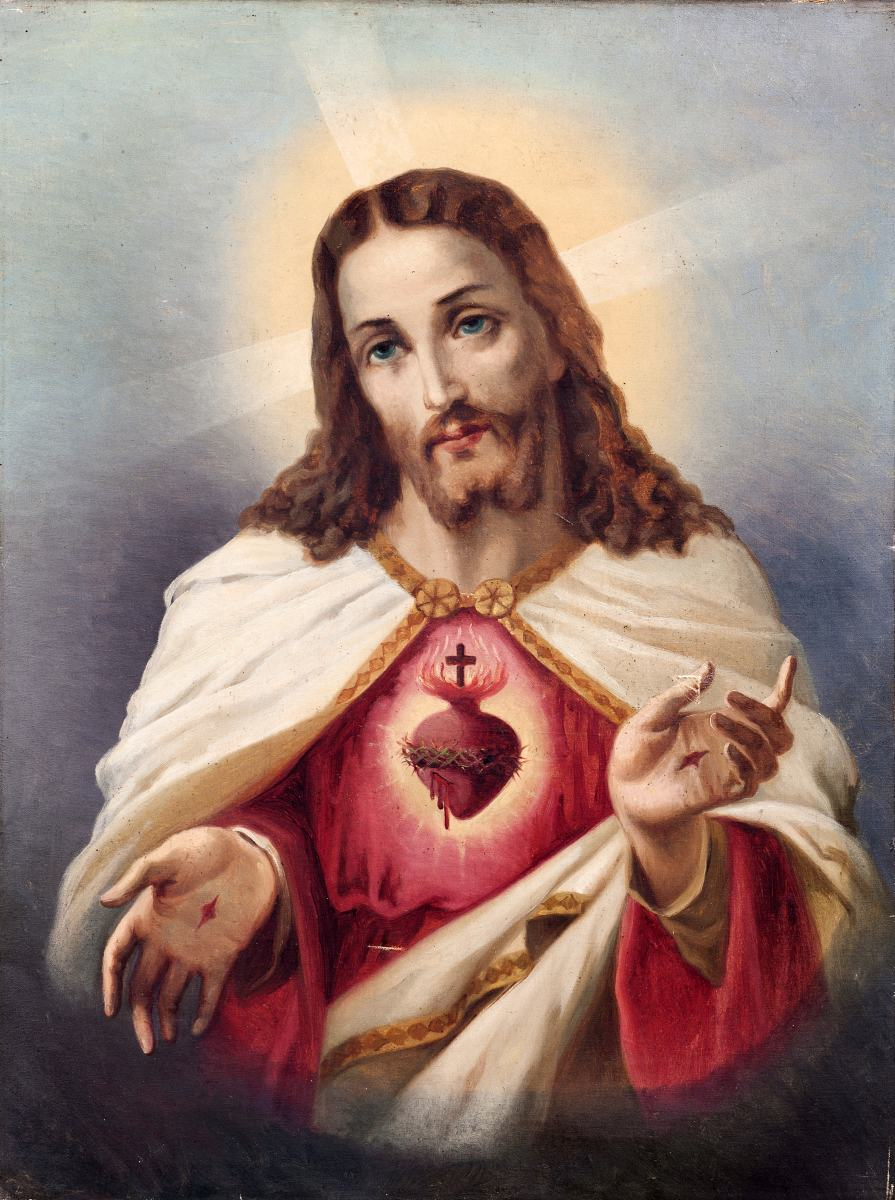
Sacro Cuore di Gesù, olio su rame, secolo XIX, Portogallo.

Il Sacro Cuore di Gesù è il cuore di Gesù a cui i cristiani della Chiesa cattolica rendono culto.

Al Sacro Cuore di Gesù, la Chiesa Cattolica rende culto di latria (culto di adorazione), intendendo onorare:
- la causa materiale della corporeità umana, che ha diritto all'adorazione, in quanto indissolubilmente unita da sempre con la Divinità;
- l'amore del Salvatore per gli uomini, di cui è simbolo il suo cuore.

Per tali ragioni, esso è rappresentato incoronato di spine, sovrastato dalla croce e ferito dalla lancia in eterna memoria del più alto gesto d'amore: il sacrificio di Gesù per la salvezza dell'uomo; è infine circondato dalle fiamme in riferimento all'ardore misericordioso che Cristo prova per i peccatori.
Come la maggioranza delle Chiese Cristiane, la Chiesa Cattolica afferma il mistero della Santissima Trinità, di cui Gesù è la seconda divina persona. Parte integrante di questo dogma della fede, è la dottrina diofisita, che riconosce Gesù come vero Dio e vero uomo.

## Sviluppo della devozione

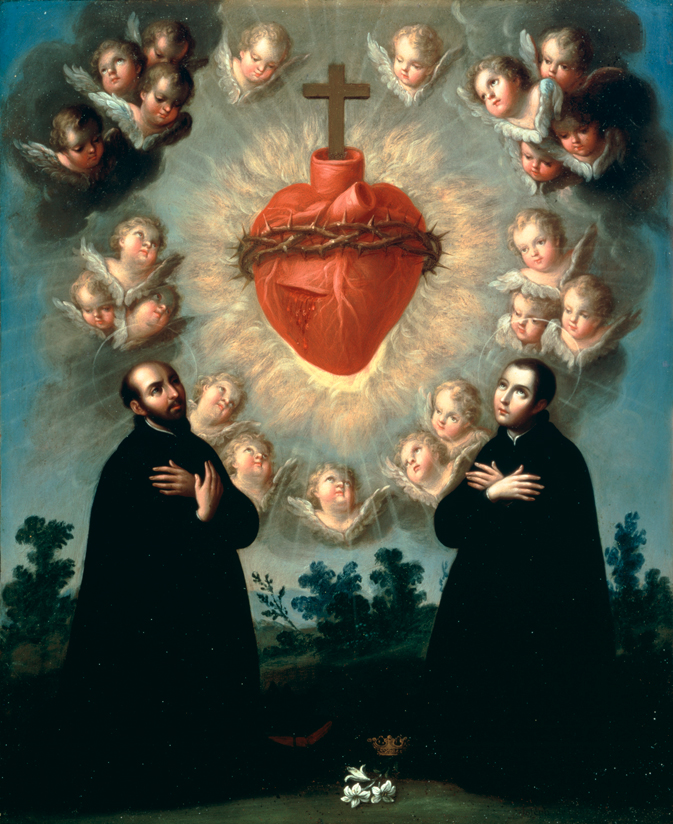
Sacro cuore di Gesù con sant'Ignazio di Loyola e san Luigi Gonzaga, José de Páez

I primi impulsi alla devozione del Sacro Cuore di Gesù provengono dalla mistica tedesca del tardo medioevo, in modo particolare da Matilde di Magdeburgo (1207-1282), Matilde di Hackeborn (1241-1299), Gertrude di Helfta (ca. 1256-1302) ed Enrico Suso (1295-1366). Tuttavia la grande fioritura della devozione si ebbe nel corso del XVII secolo, prima ad opera di Giovanni Eudes (1601-1680), poi per le rivelazioni private della visitandina Margherita Maria Alacoque, diffuse da Claudio de La Colombière (1641-1682) e dai suoi confratelli della Compagnia di Gesù. La beata Maria del Divin Cuore, contessa Droste zu Vischering, dotata di doni mistici, ispirò il Papa Leone XIII a promulgare nel 1899 l'enciclica Annum Sacrum, con cui si effettuava la consacrazione del genere umano al Sacro Cuore di Gesù.

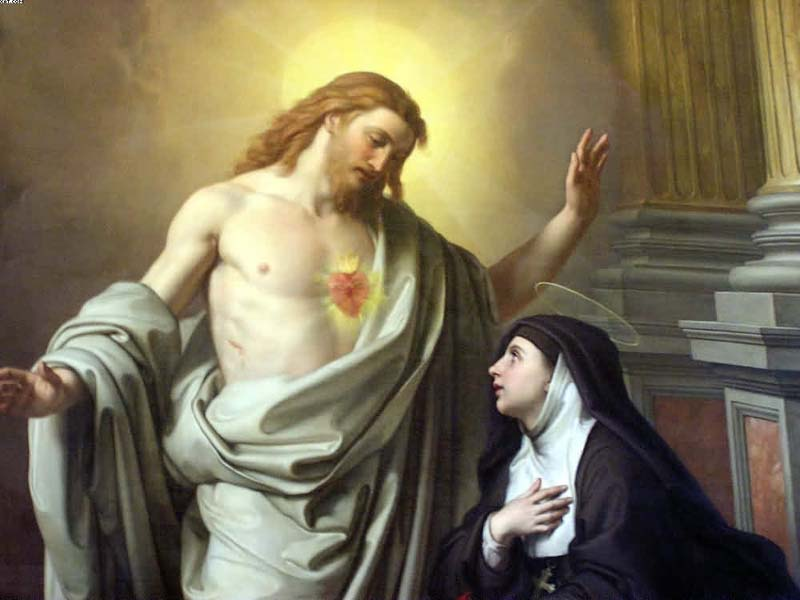
Apparizione del Sacro Cuore a Margherita Maria Alacoque

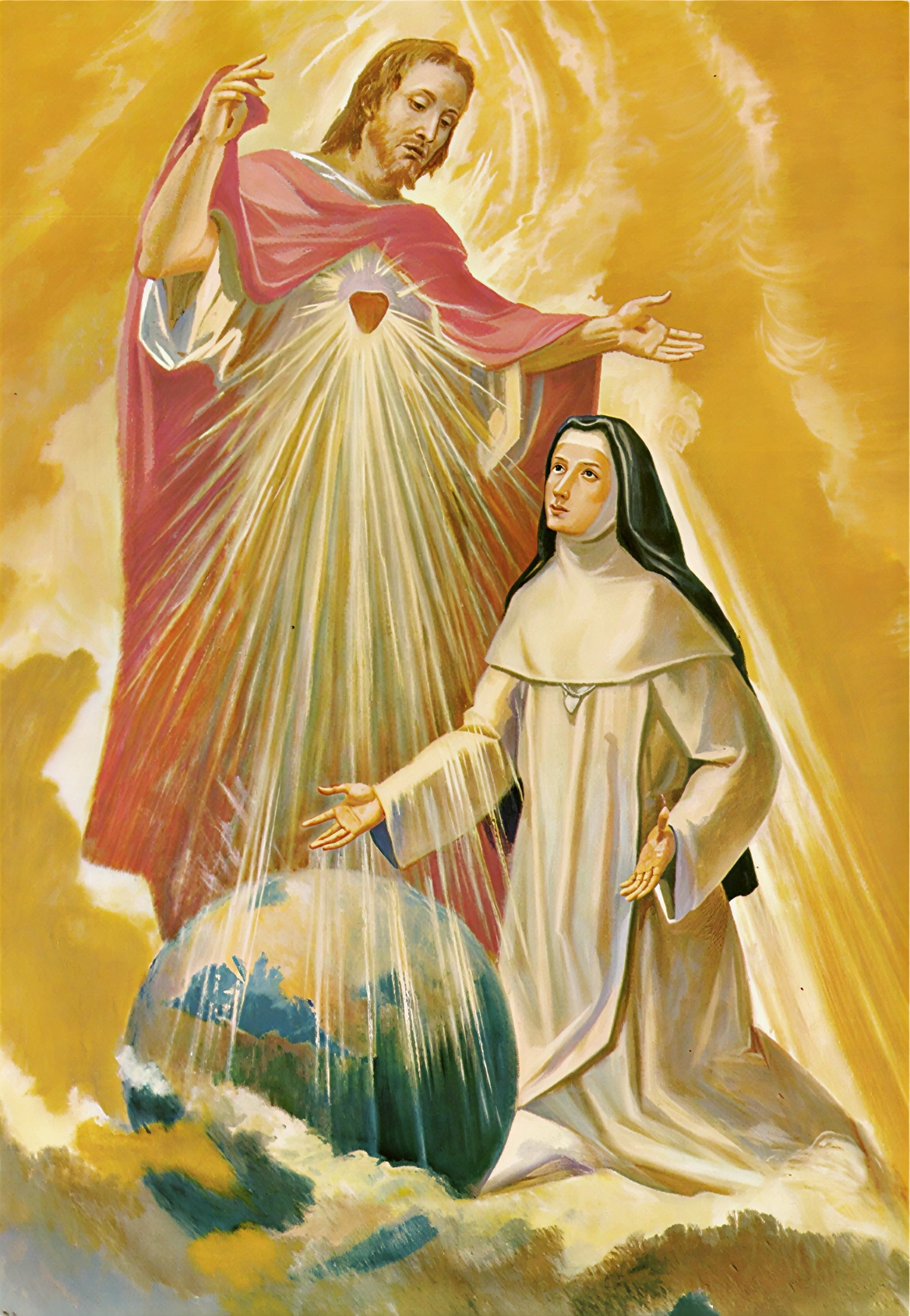
Visione di Suor Maria del Divin Cuore Droste zu Vischering

Durante il XVIII secolo si accese un forte dibattito circa l'oggetto di questo culto: nel 1765 la Congregazione dei riti affermò essere il cuore carneo, simbolo dell'amore. I giansenisti interpretarono questo come atto di idolatria, ritenendo essere possibile un culto solo al cuore non reale, ma metaforico; papa Pio VI, nella bolla Auctorem Fidei, confermò la dichiarazione della Congregazione notando che si adora il cuore "inseparabilmente unito con la Persona del Verbo".
Importanti nello sviluppo della devozione al Sacro Cuore sono tre encicliche: Annum Sacrum di Leone XIII, Miserentissimus Redemptor di Pio XI e soprattutto Haurietis Aquas di Pio XII.
Ad esse si aggiunge l'enciclica Dilexit nos (Ci ha amati) che fu promulgata il 24 ottobre 2024 da papa Francesco. Si tratta dalla quarta enciclica del suo pontificato che contiene una raccolta di testi magisteriali sulla devozione al Sacro Cuore di Gesù. Dieci anni prima la Evangelii Gaudium affermava:
(Evangelii Gaudium, 178)

## La devozione dei primi nove venerdì del mese
Quella dei "Primi nove venerdì del mese" è una pratica devozionale della Chiesa cattolica, nata in seguito alla "Grande Promessa" che Gesù avrebbe rivelato a santa Margherita Maria Alacoque, consistente nella grazia della perseveranza finale per chi si fosse comunicato, in stato di grazia, il primo venerdì di nove mesi consecutivi.
Tale devozione è stata spiegata da Margherita Maria Alacoque come riparatoria dei peccati commessi nei confronti del Sacro Cuore di Gesù.

## Le promesse del Sacro Cuore

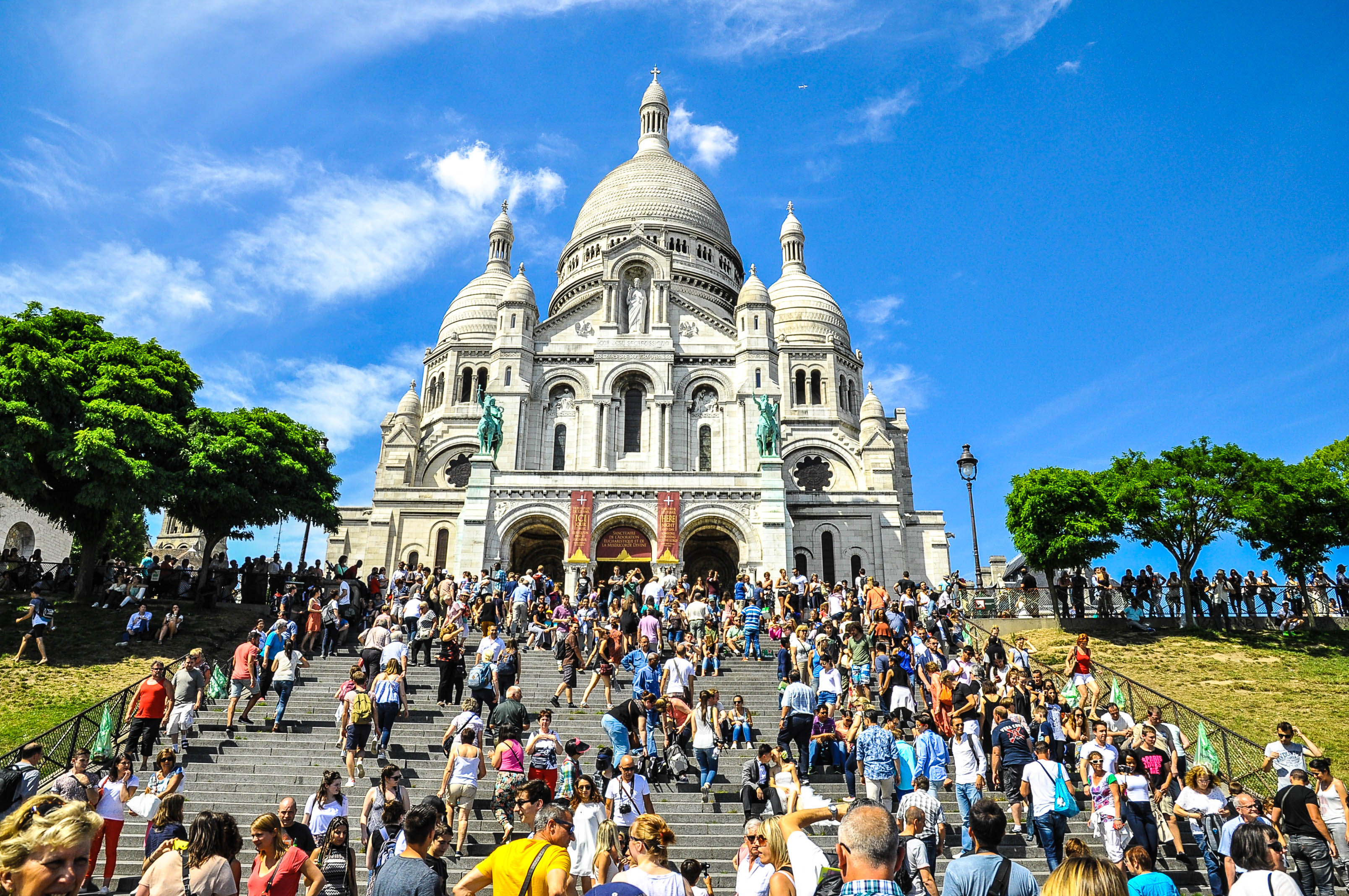
Basilica del Sacro Cuore di Montmartre a Parigi, Francia

La "grande promessa" fa parte di un gruppo di dodici promesse che Gesù avrebbe comunicato a Margherita Maria Alacoque tra il 1673 e il 1675:
- 1ª Promessa: "La mia benedizione resterà sulle case in cui sarà esposta e venerata l’immagine del mio Sacro Cuore".
- 2ª Promessa: "Darò ai devoti del Mio Cuore tutte le grazie necessarie al loro stato".
- 3ª Promessa: "Stabilirò e conserverò la pace nelle loro famiglie".
- 4ª Promessa: "Li consolerò in tutte le loro afflizioni".
- 5ª Promessa: "Sarò un rifugio sicuro nella vita e soprattutto nell’ora della morte".
- 6ª Promessa: "Effonderò abbondanti benedizioni sui loro lavori e le loro imprese".
- 7ª Promessa: "I peccatori troveranno nel mio Cuore una fonte inesauribile di misericordia".
- 8ª Promessa: "Le anime tiepide diventeranno fervorose attraverso la pratica di questa devozione".
- 9ª Promessa: "Le anime fervorose s’innalzeranno rapidamente a grande perfezione".
- 10ª Promessa: "Darò ai sacerdoti che praticheranno in particolare questa devozione il potere di toccare i cuori più induriti".
- 11ª Promessa: "Le persone che diffonderanno questa devozione avranno il proprio nome inscritto per sempre nel Mio Cuore".
- 12ª Promessa: "A tutti coloro che per nove mesi consecutivi si comunicheranno il primo Venerdì di ogni mese darò la grazia della perseveranza finale e della salvezza eterna".

## La festività
La festa del Sacratissimo Cuore fu celebrata per la prima volta in Francia probabilmente nel 1672 e divenne universale per tutta la Chiesa cattolica solo nel 1856. Cade il venerdì dopo la seconda domenica dopo Pentecoste e coincide pertanto con l'ottavo giorno dopo il Corpus Domini se quest'ultimo si festeggia di giovedì. Si tratta perciò di una festa mobile, la cui data, che dipende dalla data della Pasqua, può variare tra il 29 maggio e il 2 luglio.
Il giorno seguente, di sabato, si celebra la festa del Cuore Immacolato di Maria (nella messa tridentina si ricorda invece il 22 agosto), che in alcuni anni risulta impedita da un altro ufficio concomitante, sebbene di differente "priorità" e classe liturgica: ciò si è verificato o si verificherà negli anni 2017, 2019, 2022, 2028 e 2030.

## Tradizioni

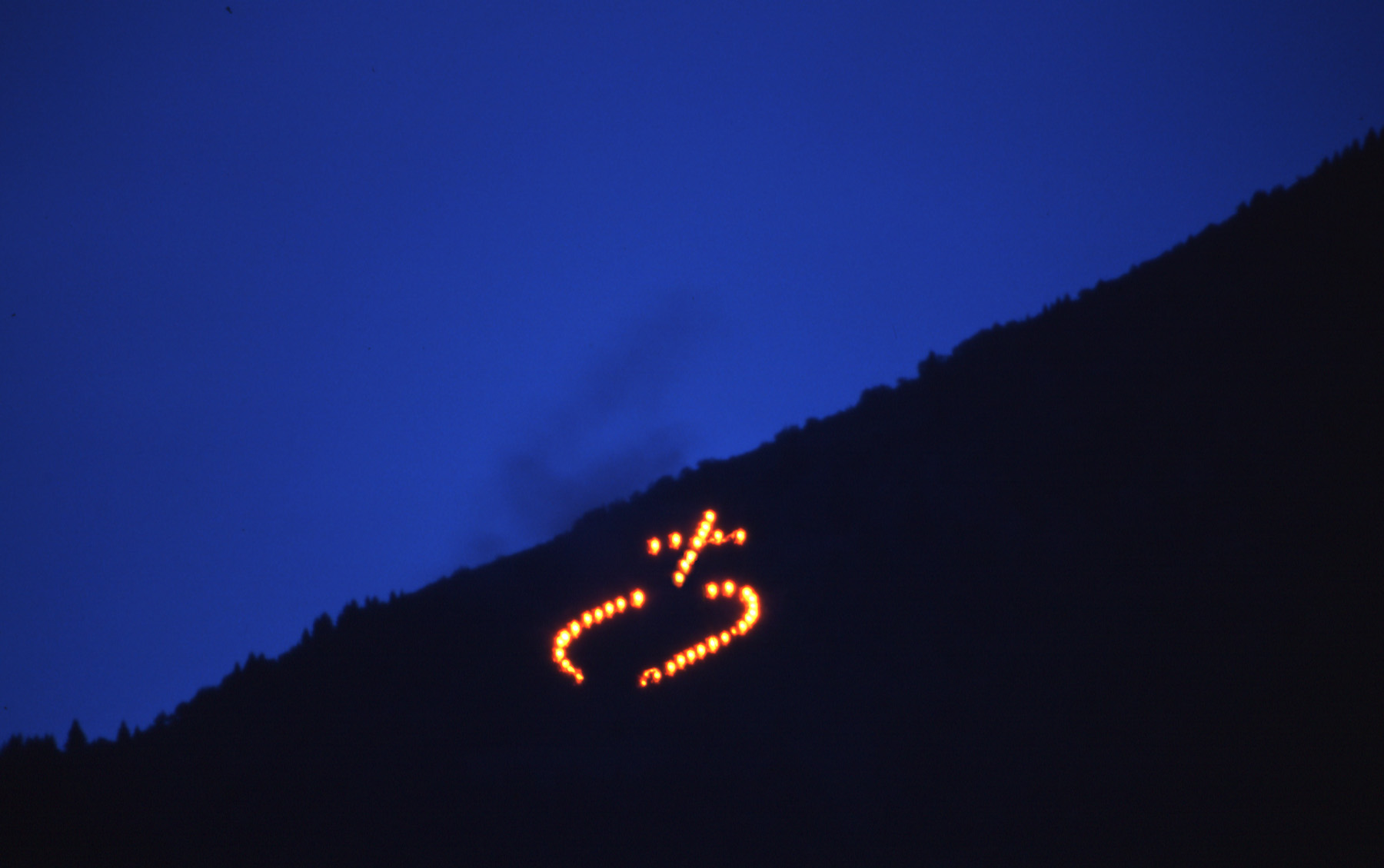
Un tipico fuoco del Sacro Cuore di Gesù sulle montagne dell'Alto Adige.

Nel territorio del Tirolo e Trentino - Alto Adige/Südtirol è da lungo tempo radicata la tradizione di accendere dei falò, i cosiddetti Herz-Jesu-Feuer, sulle principali cime montuose della regione, durante la notte della domenica della festa, in onore del Sacro Cuore di Gesù.

## Paesi consacrati o devoti al Sacro Cuore di Gesù
In ordine cronologico, i primi dieci Paesi a votarsi al Sacro Cuore di Gesù in virtù della popolarità del culto, seguita da una legge statale e/o dalla consacrazione da parte di un'autorità apostolica, furono i seguenti:
- Irlanda 1873, 2025
- Ecuador 1874
- El Salvador 1875
- Guatemala 1895
- Venezuela 1900
- Colombia 1902 (in forza della Costituzione del 1991)
- Spagna 1919 (re Carlo Maria di Borbone)
- Nicaragua 1920
- Polonia 1920
- Costa Rica 1921
- Brasile 1922
- Messico 1924 (confermata dal 2006 da Benedetto XVI)
- Bolivia 1925
- Rep. Dominicana[da confermare]
- Cile 1946
- Honduras[da confermare]
- Perù 2016[7]

| Anno liturgico | Data      |
| -------------- | --------- |
| 2015           | 12 giugno |
| 2016           | 3 giugno  |
| 2017           | 23 giugno |
| 2018           | 8 giugno  |
| 2019           | 28 giugno |
| 2020           | 19 giugno |
| 2021           | 11 giugno |
| 2022           | 24 giugno |
| 2023           | 16 giugno |
| 2024           | 7 giugno  |
| 2025           | 27 giugno |
| 2026           | 12 giugno |
| 2027           | 4 giugno  |
| 2028           | 23 giugno |
| 2029           | 8 giugno  |
| 2030           | 28 giugno |

Forte del sostegno della Corona e del Sommo Pontefice, Bernardo de Hoyos fu il principale promotore del culto al Sacro Cuore di Gesù in Spagna, Francia e nei Paesi latinoamericani. Nel 1734, scrisse il libro Tesoro escondido en el Sacratísimo Corazón de Jesús, tradotto postumo in tutto il mondo.

## Le congregazioni
Sono numerose le congregazioni maschili e femminili che sono sorte in correlazione allo sviluppo del culto del Sacro Cuore. Di seguito se ne elencano alcune.

### Congregazioni maschili
- Istituto dei sacerdoti del Cuore di Gesù, istituto secolare clericale fondato nel 1791 dal gesuita Pierre-Joseph Picot de Clorivière.
- Padri del Sacro Cuore, fondati presso Lovanio nel 1794 da François-Léonor de Tournély e Charles de Broglie.
- Fratelli del Sacro Cuore, fondati a Lione nel 1821 da padre Coindre per l'educazione cristiana della gioventù.
- Preti del Sacro Cuore di Gesù di Bétharram (betharramiti), fondati nel 1832 a Betharram (nella zona dei Pirenei Atlantici presso Lourdes) da san Michele Garicoïts.
- Congregazione del Sacro Cuore di Gesù, congregazione clericale fondata da padre Joseph-Marie Timon David nel 1844, per l'assistenza della gioventù operaia.
- Missionari del Sacro Cuore di Gesù, fondati nel 1854 a Issoudun da padre Jules Chevalier.
- Missionari Comboniani del Cuore di Gesù (MCCJ), congregazione fondata nel 1867 da San Daniele Comboni (detti in origine Figli del Sacro Cuore di Gesù)
- Sacerdoti del Sacro Cuore di Gesù, fondati nel 1878 a San Quintino da padre Léon Gustave Dehon per scopi missionari.
- Fraternità dei sacerdoti operai diocesani del Sacro Cuore di Gesù, istituto secolare fondato nel 1883 da Manuel Domingo y Sol.
- Fratelli del Sacro Cuore di Gesù, fondati nel 1903 per l'evangelizzazione dell'India.
- Rogazionisti del Cuore di Gesù, fondati da Annibale Maria Di Francia nel 1926.
- Missionari del Sacro Cuore e Santa Maria di Guadalupe, congregazione di origine messicana fondata nel 1938.
- Sacerdoti del Sacro Cuore di Gesù, sorti a Milano nel 1950, derivati dal sodalizio di Picot de la Clorivière.

### Congregazioni femminili
- Betlemite figlie del Sacro Cuore, fondate in Guatemala nel 1668 e restaurate da Encarnación Rosal nel XIX secolo.
- Società del Sacro Cuore di Gesù, fondata nel 1800 da santa Maddalena Sofia Barat, per l'educazione della gioventù.
- Suore del Sacro Cuore di Gesù di Saint-Jacut-les-Pins, fondate nel 1816 da Angélique Le Sourd.
- Figlie della carità del Sacro Cuore di Gesù, sorte nel 1823 a La Salle-de-Vihiers.
- Figlie del Sacro Cuore di Gesù, fondate a Bergamo nel 1831 da Teresa Eustochio Verzeri.
- Suore maestre di Santa Dorotea, figlie dei Sacri Cuori, fondate a Vicenza nel 1836 da Giovanni Antonio Farina.
- Suore Orsoline del Sacro Cuore, fondate nel 1854 a Toledo, in Ohio, dalle orsoline di Cleveland.
- Suore francescane missionarie del Sacro Cuore, fondate a Gemona del Friuli nel 1861 da madre Giuseppa di Gesù.
- Ancelle del Cuore di Gesù, fondate a Strasburgo nel 1865.
- Suore di San Giuseppe del Sacro Cuore di Gesù, fondate nel 1866 in Australia da Mary MacKillop.
- Ancelle del Sacro Cuore di Gesù, fondate a Versailles nel 1866.
- Ancelle del Sacro Cuore, fondate a Napoli da Caterina Volpicelli il 27 dicembre 1867.
- Ancelle del Cuore di Gesù, fondate a Córdoba da Saturnina Rodríguez de Zavalía nel 1872.
- Figlie del Cuore di Gesù, religiose di clausura fondate a Berchem il 1873 da Maria di Gesù Deluil-Martiny.
- Figlie di Nostra Signora del Sacro Cuore, fondate a Issoudun nel 1874 da Jules Chevalier.
- Oblate del Cuore di Gesù, fondate a Montluçon nel 1874 da Louise-Thérèse de Montaignac de Chauvance.
- Piccole Serve del Sacro Cuore di Gesù per gli Ammalati Poveri, fondate a Torino nel 1874 da Anna Michelotti.
- Suore Riparatrici del Sacro Cuore, fondate a Napoli nel 1875.
- Ancelle del Sacro Cuore di Gesù, fondate a Madrid nel 1877 da Rafaela Porras y Ayllón.
- Suore della Carità del Sacro Cuore di Gesù, fondate da Isabel Larrañaga y Ramírez a Madrid il 2 febbraio 1877.
- Suore Zelatrici del Sacro Cuore, fondate all'Aquila nel 1879 da Maria Ferrari.
- Suore della Famiglia del Sacro Cuore di Gesù, di Brentana, fondate da Laura Baraggia nel 1880.
- Missionarie del Sacro Cuore di Gesù, fondate a Codogno il 14 novembre 1880 da Francesca Saverio Cabrini.
- Suore Francescane del Cuore di Gesù, fondate a Malta nel 1880 da Margherita De Brincat.
- Suore Ospedaliere del Sacro Cuore di Gesù, fondate nel 1881 a Madrid da padre Benedetto Menni, per affiancare l'Ordine Ospedaliero di San Giovanni di Dio.
- Suore dei Poveri, Serve del Sacro Cuore di Gesù, fondate a Zamora da José Cázares y Martínez, il 4 ottobre 1884.
- Suore del Sacro Cuore del Verbo Incarnato, fondate a Palermo nel 1884.
- Suore Francescane del Sacro Cuore, di Joliet, sorte negli Stati Uniti nel 1885.
- Ancelle del Divin Cuore, fondate a Coria nel 1885 dal cardinale Marcelo Spínola y Maestre.
- Serve del Sacro Cuore di Gesù e dei Poveri, fondate a León nel 1885 da José María Yermo y Parres.
- Figlie del Sacro Cuore di Gesù, fondate nel 1886 a Guadalajara da Atenógenes Silva, dedite all'attività ospedaliera.
- Suore del Sacro Cuore di Gesù, fondate in Olanda nel 1886.
- Ancelle del Sacro Cuore di Gesù Agonizzante, fondate nel 1888 a Lugo.
- Suore della Sacra Famiglia del Sacro Cuore, fondate nel 1889 dal gesuita Louis-Etienne Rabussier con Marie-Adelaïde Melin.
- Suore del Sacro Cuore di Gesù di Ragusa, fondate nel 1889 da Maria Schininà.
- Missionarie Ausiliarie del Sacro Cuore, sorte a Baltimora nel 1890 per l'educazione dei bambini di colore.
- Suore Salesiane del Sacro Cuore di Gesù, fondate ad Alcantarilla l'8 settembre 1890 da madre Pietà della Croce.
- Suore Francescane del Sacro Cuore di Gesù, fondate a Caracas nel 1890.
- Serve del Sacro Cuore di Gesù, fondate l'8 settembre 1891 a Vic.
- Suore Carmelitane del Divin Cuore di Gesù, fondate nel 1891 dalla beata Maria Teresa di San Giuseppe.
- Religiose dell'Apostolato del Sacro Cuore di Gesù, fondate nel 1891 da Valentín Salinero García.
- Ancelle del Sacro Cuore di Gesù, sorte nel 1893 per scissione dall'omonimo istituto di Versailles.
- Suore Agostiniane Recollette del Sacro Cuore di Gesù, sorte in Venezuela nel 1893 per opera di María Alvarado Cardozo.
- Figlie di Nostra Signora del Sacro Cuore, sorte nel 1893 a Palma Campania.
- Suore Orsoline del Sacro Cuore di Gesù, fondate nel 1893 a Gazzuolo da Ignazia Isacchi e Margherita Lussana.
- Suore Oblate del Sacro Cuore di Gesù, fondate a Grottaferrata il 2 febbraio 1894.
- Suore Catechiste del Sacro Cuore, fondate a Casoria da Giulia Salzano il 5 febbraio 1894.
- Apostole del Sacro Cuore di Gesù, fondate il 30 maggio 1894 a Viareggio dalla forlivese Clelia Merloni.
- Ancelle del Sacro Cuore di Gesù, fondate nel 1894 da Józef Sebastian Pelczar.
- Figlie del Sacro Cuore di Gesù e di Santa Maria di Guadalupe, fondate nel 1895 a Zacatecas.
- Adoratrici Perpetue del Sacro Cuore di Gesù, sorte a Mantova nel 1897.
- Suore Cappuccine del Sacro Cuore, fondate nel 1897 a Roccalumera da Francesco Maria Di Francia e Veronica Briguglio.
- Suore della Croce del Sacro Cuore di Gesù, fondate da Concepción Cabrera de Armida il 3 maggio 1897.
- Adoratrici del Sacro Cuore di Gesù di Montmartre, fondate nel 1898 da Adèle Garnier.
- Suore Orsoline Missionarie del Sacro Cuore di Gesù, fondate nel 1898 a Parma da Maria Lucrezia Zileri dal Verme.
- Suore Missionarie del Sacro Cuore di Gesù di Hiltrup, sorte nel 1900 in Vestfalia.
- Missionarie Oblate del Sacro Cuore di Gesù e di Maria Immacolata, sorte nel 1902 in Canada.
- Figlie del Sacro Cuore, fondate nel 1902 a Malta da Maria Teresa Nuzzo.
- Minime Suore del Sacro Cuore, fondate da Maria Margherita Caiani a Poggio a Caiano il 15 dicembre 1902.
- Suore della Famiglia del Cuore di Gesù, fondate nel 1903 a Irapuato da Maddalena della Riparazione Vargas Galeana.
- Carmelitane del Sacro Cuore, fondate nel 1904 in Messico da María Luisa de la Peña Navarro de Rojas.
- Suore del Divin Cuore di Gesù, fondate nel 1905 a Breslavia.
- Congregazione del Sacro Cuore, siro-malabaresi, fondate nel 1911 a Palai.
- Suore Egiziane del Sacro Cuore, copte, fondate nel 1913 da un gruppo di suore mariamette di origine egiziana.
- Suore Consolatrici del Divino Cuore di Gesù, fondate a Brno da Rosa Barbora Vůjtěchová nel 1915.
- Piccole Ancelle del Sacro Cuore, fondate a Città di Castello il 9 agosto 1915, dal beato Carlo Liviero.
- Ancelle Riparatrici del Sacro Cuore di Gesù, fondate a Messina nel 1917 da Antonino Celona.
- Suore del Cuore di Gesù Sacramentato, fondate nel 1918 da José María Robles Hurtado.
- Figlie del Sacro Cuore di Gesù, fondate nel 1919 a León.
- Suore Orsoline del Sacro Cuore di Gesù Agonizzante, fondate a Cracovia da Urszula Ledóchowska nel 1920.
- Società del Cuore di Gesù, fondata nel 1921 a Budapest.
- Suore Grigie del Sacro Cuore, ramo statunitense delle Suore della Carità di Montréal, sorto nel 1921.
- Missionarie Catechiste del Sacro Cuore, fondate a Mentone nel 1922 per l'evangelizzazione in Africa.
- Piccole Missionarie del Sacro Cuore di Gesù, sotto la regola agostiniana, fondate ad Antignano, vicino a Livorno, da Clotilde Gigli, nel 1922.
- Apostoliche del Cuore di Gesù, fondate in Spagna nel 1924.
- Suore Carmelitane del Sacro Cuore di Gesù, fondate a nel 1924 a Malaga.
- Suore del Sacro Cuore di Gesù e dei Santi Angeli, fondate a Valencia nel 1925 da Genoveva Torres Morales.
- Missionarie del Sacro Cuore di Gesù e di Santa Maria di Guadalupe, fondate nel 1926 a Guadalajara da María Regina Sánchez Muñóz.
- Figlie del Sacratissimo Cuore di Gesù, fondate a Modena nel 1927.
- Missionarie Adoratrici e Riparatrici del Sacro Cuore Eucaristico di Gesù, fondate nel 1928 a Sansepolcro da mons. Enrico Merizzi.
- Suore Maestre Cattoliche del Sacro Cuore, fondate in Messico nel 1929.
- Discepole del Sacro Cuore, sorte ad Acaya l'11 aprile 1929.
- Ancelle del Sacro Cuore di Gesù in Lituania, sorte nel 1930 in Lituania dal distacco di alcune case dell'omonima congregazione di Cracovia.
- Suore Missionarie Catechiste del Sacro Cuore, sorte nel 1930 come ramo delle Missionarie del Sacro Costato.
- Missionarie Riparatrici del Sacro Cuore di Gesù, erette a Porto nel 1931.
- Salesiane Oblate del Sacro Cuore di Gesù, fondate l'8 dicembre 1933 a Bova Marina da Giuseppe Cognata.
- Suore Piccole Operaie del Sacro Cuore, fondate l'8 dicembre 1935 a Trani da Erminio Rondini e Anna Ventura.
- Suore Apostole del Sacro Cuore, fondate nel 1936 a Volturara Appula da Maria Gargani.
- Suore Francescane del Sacro Cuore di Gesù, sorte nel 1937 per la separazione del ramo brasiliano di una congregazione francese.
- Catechiste del Sacro Cuore di Gesù, istituto secolare greco-cattolico ucraino fondato in Brasile nel 1940.
- Serve dei poveri, figlie del Sacro Cuore di Gesù, fondate ad Almería il 24 maggio 1942 da Joaquín Reina Castrillón.
- Suore del Cuore Eucaristico di Gesù, canonicamente erette a Lagos nel 1943 dal vescovo missionario Leo Hale Taylor.
- Benedettine del Sacro Cuore di Montmartre, sorte nel 1947 dalla separazione di una comunità dalle Adoratrici del Sacro Cuore di Gesù.
- Missionarie del Sacro Cuore di Gesù ad Gentes, fondate nel 1949 a Chietla, in Messico.
- Suore Missionarie del Sacro Cuore di Gesù, fondate a Xalapa nel 1960.
- Figlie di Santa Maria del Cuore di Gesù, sorte l'8 settembre 1998.

## L'Università Cattolica
L'Università Cattolica, fondata a Milano da padre Agostino Gemelli ed Armida Barelli ed ora con sedi in diverse città italiane, è dedicata al Sacro Cuore.

## Gallerie d'immagini

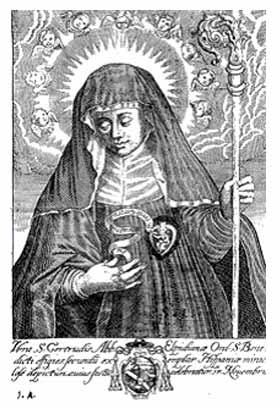
Santa Gertrude di Helfta (1256-1302) veste lo stemma del Sacro Cuore di Gesù con la scritta latina "In corde Gertrudis inveniètis me." (trad. "mi troverai mediante il cuore di Gertrude")[8].
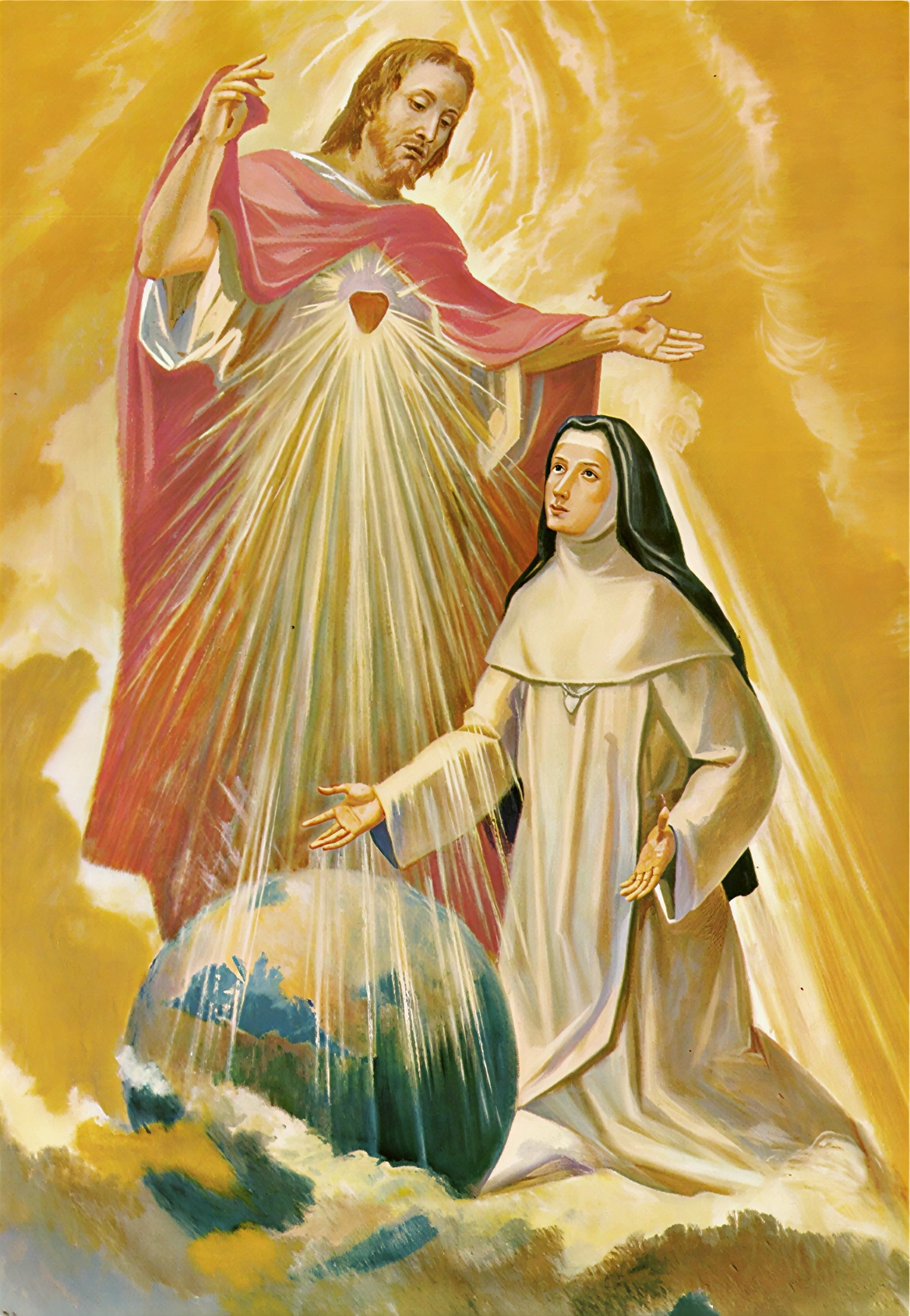
Apparizione del Divin Cuore di Gesù a santa María Droste zu Vischering. A seguito di una sua richiesta, Leone XIII consacrò il mondo al Sacro Cuore di Gesù nel 1899 e pubblicò l'enciclica Annum Sacrum.
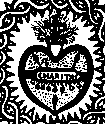
Ritratto del Sacro Cuore di Gesù, dalle visioni mistiche di santa Margherita Maria Alacoque.
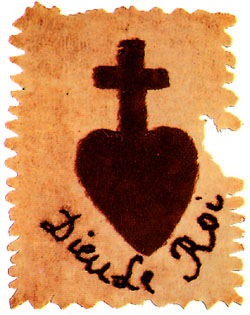
Il Sacro Cuore di Gesù nell'emblema dei Chuanes cattolici, insorti durante le Guerre di Vandea.
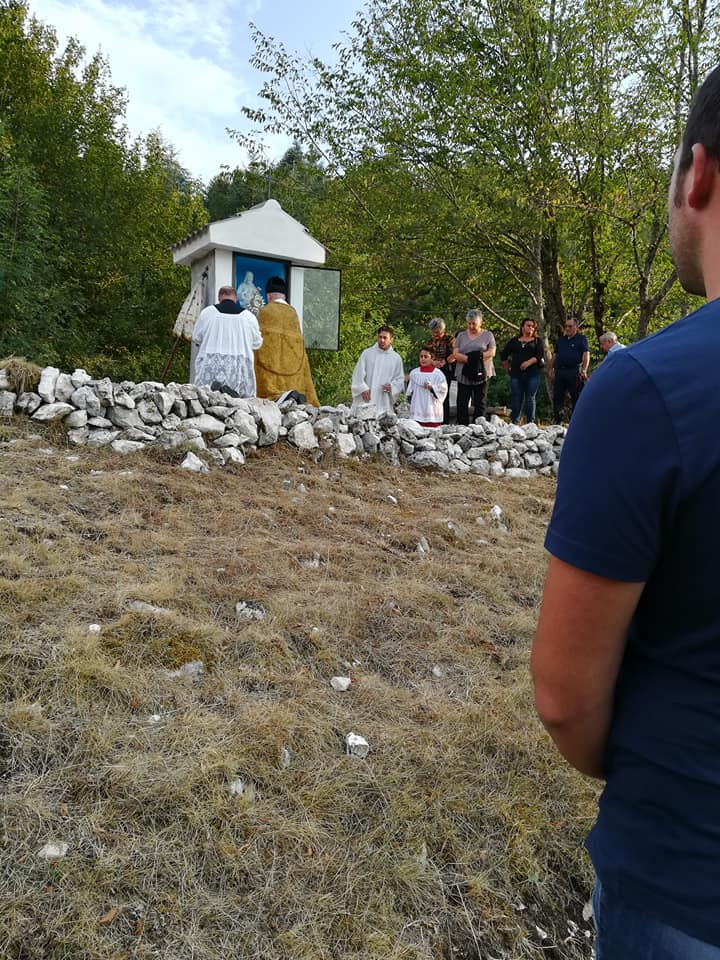
Sacro Cuore di Gesù, Bosco delle XII stelle, Santuario della Madonna del Carmine (Acquafondata, FR).

Sacro Cuore sovrastato dalla fiamma, e avvolto dalle spine. La fiamma si trova a rappresentare l'amore ardente di carità, e le spine la sua sofferenza attuale per i peccati commessi dagli uomini.
Emblema funebre n. 62 dei veterani di guerra statunitensi dello USVA.
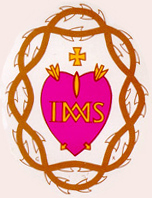
Ordine della Visitazione di Santa Maria (Salesiani): il cuore trafitto di Gesù avvolto con la corona di spine.
Variante dello stemma della corona spagnola nel quale fu incastonato il Sacro Cuore, per disposizione di Carlo VII di Borbone[9]. Nella Battaglia di Velletri (1744) vinse l'esercito di Maria Teresa d'Austria.
Bandiera della Spagna contenente il Sacro Cuore, adottata dai Requeté, i controrivoluzionari carlisti cattolici durante la Guerra Civile Iberica.